# Sloughi
De Sloughi is een hondenras dat afkomstig is uit Noord-Afrika. Het is een jachthond, die onder meer gebruikt wordt bij de jacht op hazen. Daarnaast is het ras in gebruik als gezelschapshond. Een volwassen reu is ongeveer 69 centimeter hoog, een volwassen teef ongeveer 65 centimeter.

## Beschrijving

### Uiterlijk
De Sloughi behoort tot de familie van de windhonden. Het is een kortharige, middelgrote, sterke hond met hangende oren. Het spierstelsel is 'droog', dat wil zeggen dat de Sloughi lange en platte spieren heeft die niet zo gespierd zijn als bij andere windhonden ook al is de hond in uitstekende fysieke conditie. De rug is bijna horizontaal, enkel de lumbale regio moet iets gewelfd zijn.
Idealiter heeft de Sloughi donkerbruine ogen, maar soms zijn ze amberkleurig. De kleur van de vacht kan variëren van licht-zand, rood-zand, rood of mahonie. Deze kleuren kunnen in combinatie zijn met gestroomde tekeningen, een zwarte mantel, een zwart masker en zwarte oren. Volgens de rasstandaard mag de Sloughi één kleine witte vlek op de borst hebben. Uitgebreide witte tekeningen of een bontgevlekte vacht zijn niet toegestaan.
De Sloughi's gangwerk is vederlicht met een matige en energie-efficiënte schrede.
In het algemeen is de Sloughi een compacte en sterke hond die niet te fijn mag zijn van lichaamsbouw.

### Karakter
De Sloughi is heel gevoelig maar ook intelligent en alert. Men zegt dat dit ras een zeer sterke drang heeft om zich te bewegen en te verplaatsen en dus zijn ze niet ideaal om te houden in een appartement. Toch heeft deze hond niet meer beweging nodig dan een andere hond van vergelijkbare grootte. De Sloughi houdt van afwisseling; wandelen aan de leiband, ravotten op het platteland, racen, etc. Deze hond is heel erg trouw aan zijn eigenaar en blijft het liefst zo veel en zo dicht mogelijk in zijn of haar buurt. Hij is ook heel makkelijk op te voeden en te trainen als men weet hoe het te doen. De training mag in geen geval onderdrukkend zijn en eventuele straffen laat men best achterwege aangezien dit ras zeer gevoelig is. Deze hond heeft het liefst een vriendelijke en positieve bevestiging van goed gedrag.

## Gezondheid
De Sloughi is bijna onveranderd sinds de Oudheid. Hierdoor heeft dit hondenras een sterke genetische gezondheid. Er zijn slechts enkele genetische afwijkingen vastgesteld in dit ras, in het bijzonder Progressieve retina atrofie (PRA). Gelukkig is de Sloughi een van de hondenrassen waarbij een dierenarts, via een bloedstaal, kan testen of de hond een drager is. De betere fokkers werken ook hard om het PRA-gen te elimineren uit de genenpool. Zoals alle windhonden, is de Sloughi gevoelig voor anesthesie en kunnen ze gevoelig zijn voor vaccins, ontworming en andere medicijnen. Het best is om routinebehandelingen te spreiden in plaats van allemaal tegelijk toe te dienen. Afgezien van het bovenstaande heeft dit ras een uitstekende gezondheid en kan deze een hoge leeftijd halen.

## Geschiedenis
Er wordt gedacht dat de Sloughi oorspronkelijk uit Ethiopië komt. Enkele giften aan de Egyptische farao's waren kortharige windhonden met hangende oren afkomstig uit Nubië, Zuid-Egypte. Op oude fragmenten van aardewerken (circa 3000 v.Chr.) is een kortharige windhond met hangende oren afgebeeld dat sterk gelijkt op een Sloughi. Een DNA-onderzoek uit 2008 heeft aangetoond dat de Sloughi een genetisch unieke populatie van windhond is en dat de genetische sequentie die hij deelt met de Basenji, Sica en Nguni indiceert dat dit ras, aan de maternale kant, ingebed is in Afrika, mogelijk al duizenden jaren lang. Daarom mag dit ras niet verward worden met de gladharige Saluki van het Arabische schiereiland en het Midden-Oosten, of met de langharige Afghaanse windhond. De Sloughi werd en wordt nog steeds gebruikt voor de jacht in zijn land van herkomst en is ook een zeer betrouwbare waakhond. Vandaag de dag vind je deze hond vooral terug in Marokko, Libië, Algerije en Tunesië. Marokko is het land dat verantwoordelijk is voor het ras zijn FCI-standaard. De Sloughi is een van de twee Afrikaanse windhonden die erkend wordt door de FCI.
Afghaanse windhond ·
Azawakh ·
Barzoi ·
Chart polski ·
Deerhound ·
Galgo español ·
Greyhound ·
Hongaarse windhond ·
Ierse wolfshond ·
Italiaans windhondje ·
Saloeki ·
Sloughi ·
Whippet